# Holländischer Garten

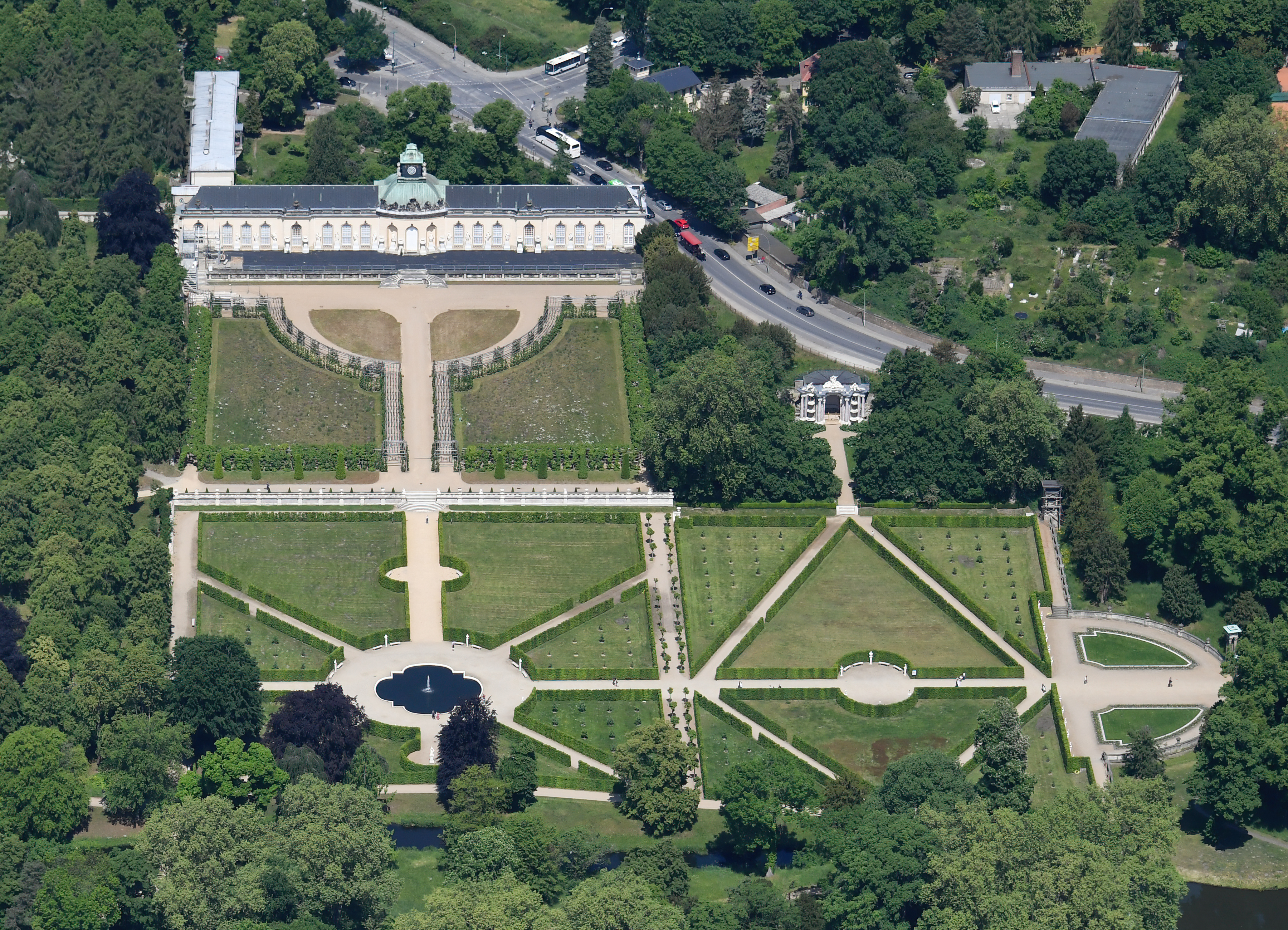
Areal 2023

Der Holländische Garten wurde unter Friedrich II. im östlichen Lustgarten des Potsdamer Park Sanssouci angelegt. Friedrich II., der eine Vorliebe für Obstkulturen hatte, integrierte unterhalb der Bildergalerie Obstpflanzungen in den barocken Garten. Östlich reicht der Garten bis zum Obeliskportal, im Westen und Süden bis zum Oranierrondell. Seit 2011 wird der Holländische Garten denkmalgerecht wiederhergestellt und besteht heute aus etwa 80 Obstbäumen historischer Sorten.

## Geschichte

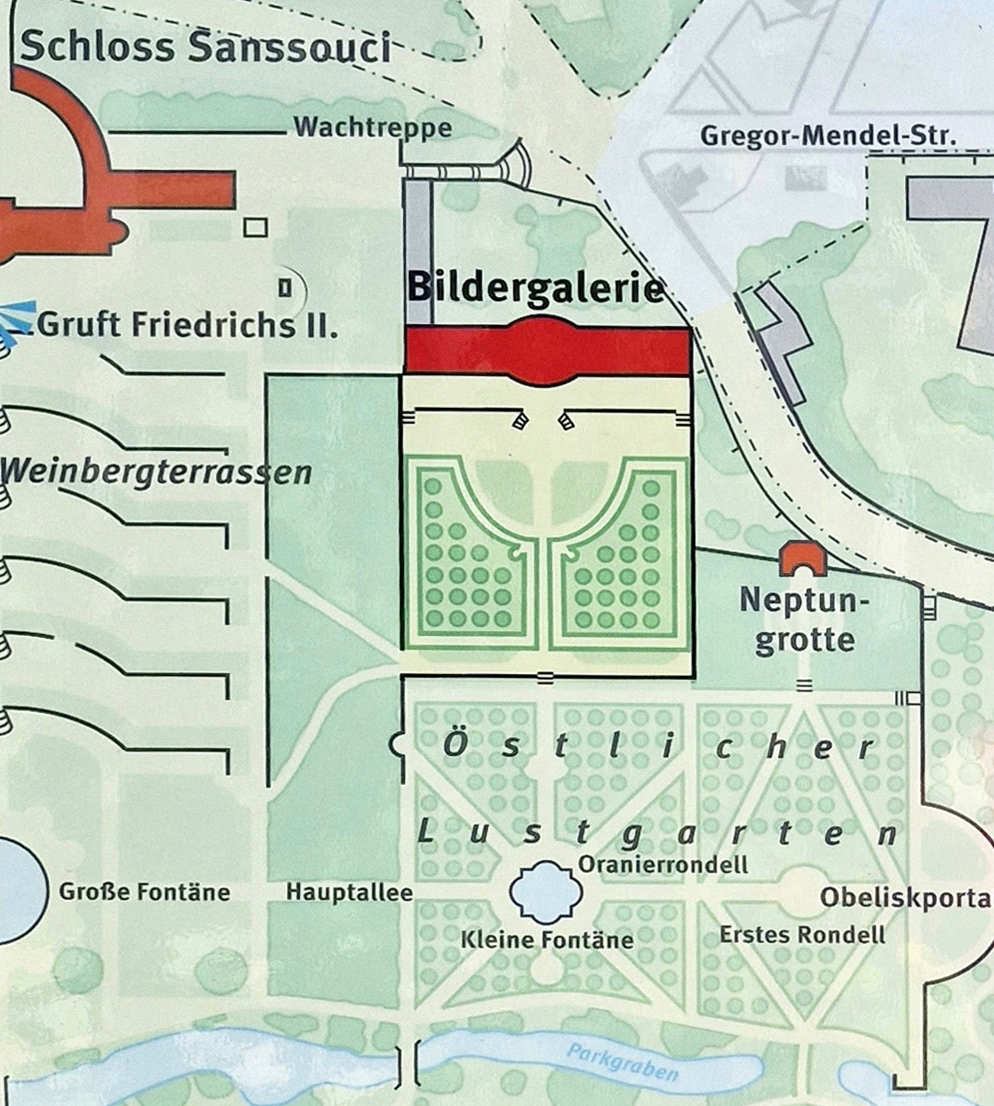
Kartenausschnitt

Erste eigenhändige Entwürfe erstellte Friedrich II. um 1745. 1747 ließ er östlich des Weinbergschlosses einen terrassierten Nutzgarten mit Treibhaus anlegen, an dessen Stelle 1755 die Bildergalerie entstand.

### Gärtner Joachim Ludwig Heydert
In den 1760er Jahren legte der Gärtner Joachim Ludwig Heydert (1716–1794), Sohn des Glienicker Hofgärtners Martin Ludwig Heydert, den Holländischen Garten mit Laubengängen und Obstpflanzungen in den Heckenkompartimenten zwischen der Bildergalerie im Norden und dem Parkgraben im Süden an, um das Schöne mit dem Nützlichen zu verbinden. Heydert hatte zuvor 17 Jahre auf dem Landsitz Tulpenburg bei Amsterdam der de Pinto als Zeichner und Grottierer gearbeitet. Unter den zahlreichen Besuchern des für seine Grottierarbeiten bekannten Landsitzes befand sich inkognito am 22. Juni 1755 auch Friedrich II., der Heydert in seine Dienste zurück nach Potsdam berief. Tulpenburg war nach seinem Vorbesitzer Dirck Tulp benannt, Sohn des Nicolaes Tulp, bekannt aus dem Rembrandtgemälde Die Anatomie des Dr. Tulp von 1632 im Mauritshuis in den Haag. Als Heydert am 30. Mai 1756 in Potsdam eintraf waren nach dem Beginn des Siebenjährigen Krieges 1756–1763 alle anderen königlichen Unternehmungen zurückgefahren. Nach dessen Ende 1764–1766 legte Heydert zwischen der Bildergalerie und der südlichen mit Putten geschmückten Stützmauer einen Garten nach holländischem Vorbild an, mit inhaltlichem Bezug zum südlich an der Hauptallee gelegenen Oranierrondell. Nach Vorgaben Friedrichs II. führten zu beiden Seiten der Mittelachse symmetrische, korbbogenförmige Laubengänge (Berceaux) mit Eckpavillons und Salons auf die Freitreppe der Bildergalerie zu. Weiter wurde das halbrunde Parterre vor der Terrasse von Laubengängen umrahmt, die auf die grottierte Terrassenmauer zuführten. Davor standen acht Porzellan- und zehn vergoldete Eisengussvasen mit Orangenbäumen, den Symbolpflanzen der Oranier Dynastie. Diese obere Terrassenmauer zeigte auf 22 großen und fünf kleinen Feldern Mascaras und Festons aus Korallen, Muscheln und Bergkristall. Zwischen den Buchsbaumpflanzungen der beiden Parterreflächen leuchteten auf Schnüren aufgefädelte farbige Glasperlen. Die Flächen hinter den Laubengängen dienten für Obstpflanzungen.

## Entwicklung und Pflanzungen

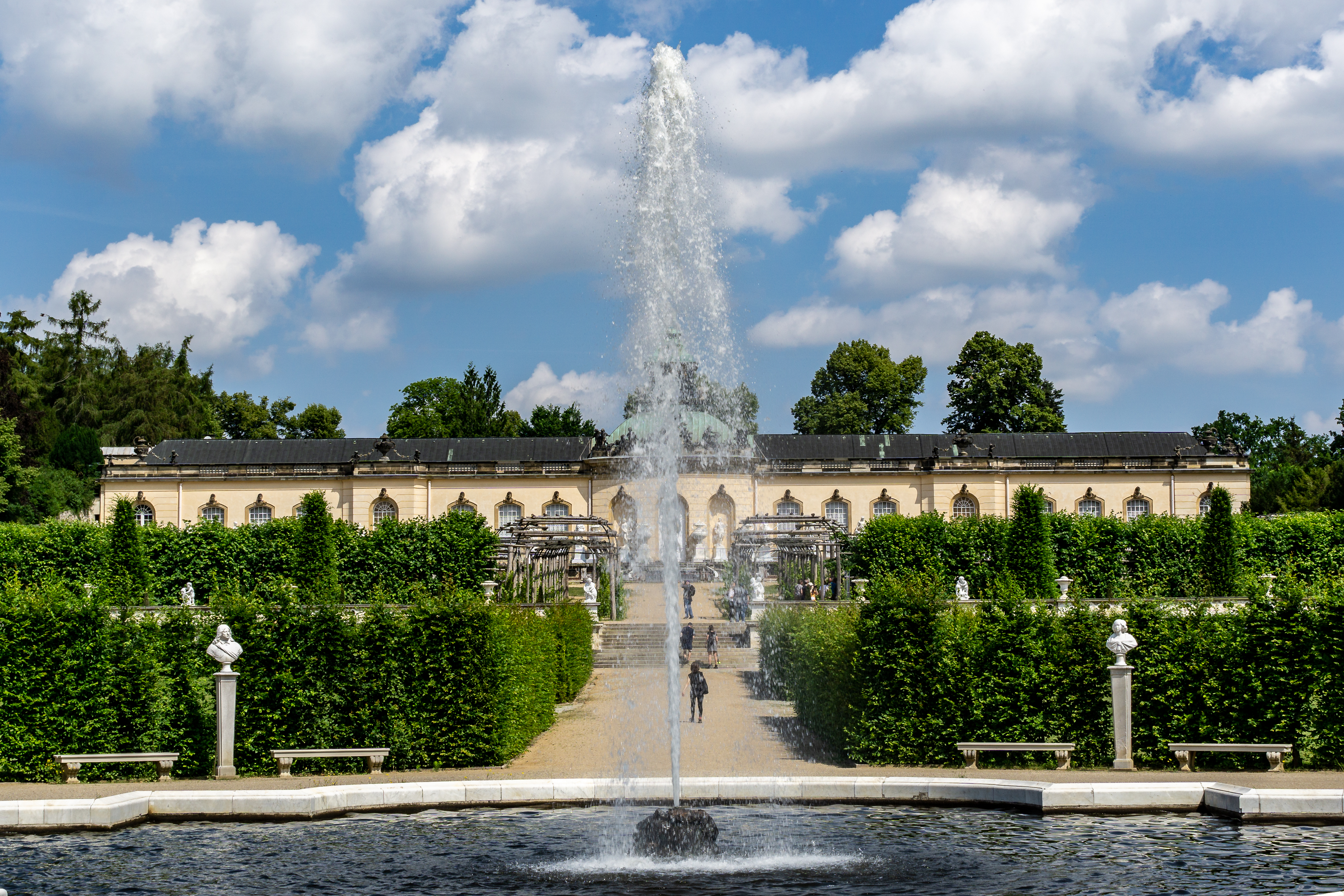
Parkanlage 2019

Nach dem Tode Friedrichs blieben die Strukturen des Holländischen Gartens weitgehend erhalten. Die zentralen friderizianischen Laubengänge ließ Kaiser Wilhelm II. 1896 für eine verbreiterte Zugangsachse zur Bildergalerie entfernen, auch die Obstpflanzungen wurden im 19. Jahrhundert aufgegeben.
2014 bis 2015 wurden im Östlichen Lustgarten zum Unterhalt des Gartenstückes Be- und Entwässerungsleitungen saniert und erweitert und die spätbarocken Strukturen auch des Wegesystems rund um das Oranierrondell und „Erste Rondell“ auf die ursprüngliche Form zurückgeführt, wie sie nach gartenarchäologischen Grabungen festgestellt wurden. In den beiden Kompartimenten vor der Bildergalerie werden Pflaumen-, Pfirsich- und Aprikosenhalbstämme nach historischen Plänen eingesetzt. Mit der Pflanzung von Sommerlinden entlang der Laubengänge im Herbst 2017 wurde die Wiederherstellung der Strukturen im Holländischen Garten abgeschlossen. Die Kosten der Wiederherstellungsmaßnahmen betrugen ca. 1 Million Euro.
Charakteristisch für den Östlichen Lustgarten sind 16 von Hainbuchenhecken begrenzte symmetrische Kompartimente, in denen bis ins 19. Jahrhundert Obstbäume standen. Mit der Pflanzung der ersten 80 Apfelbäume in fünf Kompartimenten im Oktober 2017 wird die unter Friedrich dem Großen entwickelte Obstkultour wieder veranschaulicht. Die Sammlung historischer Apfelsorten aus der 2. Hälfte des 18. Jahrhunderts bildet den Anfang einer in Deutschland außergewöhnlichen Sammlung zur Biodiversität. 280 Sorten aus der Zeit zwischen 1747 und 1801 in Pyramiden- und Halbstammform wurden ermittelt. 382 Obstgehölze (Äpfel, Birnen, Kirschen, Pflaumen, Pfirsiche und Aprikosen) sollen langfristig in den Heckenquartieren Früchte tragen. Unter den ersten 2016 bepflanzen Apfelbäumen finden sich Raritäten wie die Berliner Schafsnase, Sommergewürzapfel und Zwiebelborsdorfer.

## Barocke Gestaltungselemente

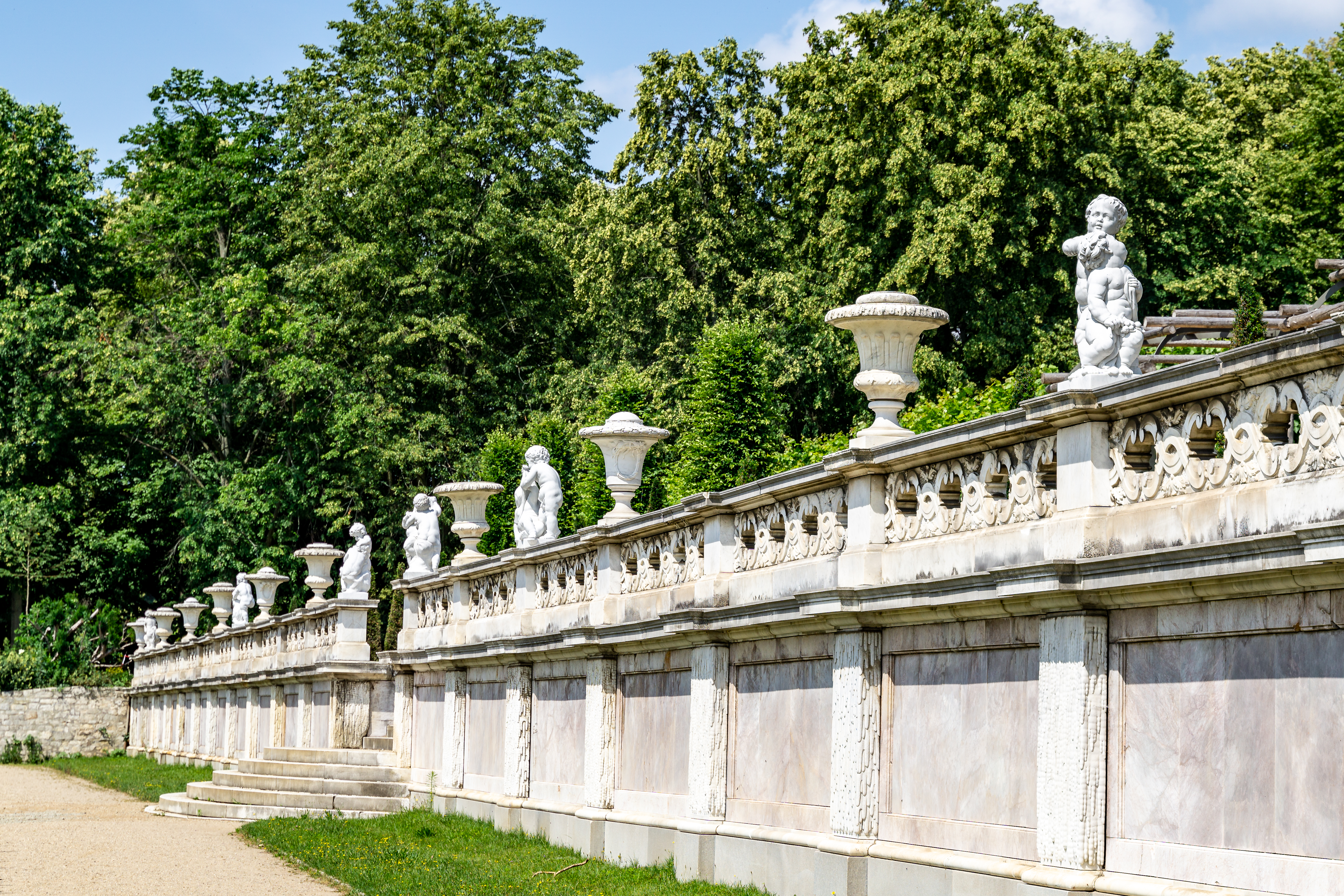
Puttenmauer

### Puttenmauer
Die Puttenmauer zwischen holländischem Garten und Oranier-Rondell wurde 1764–1766 nach Entwürfen von Jean Laurent Legeay und Joachim Ludwig Heydert mit zwölf namengebenden Puttengruppen und zwölf Marmorvasen errichtet. Acht Bildhauer fertigten die Skulpturen. Die Brüder Johann David und Johann Lorenz Räntz schufen jeweils zwei Puttengruppen. Weitere zwei Puttenpaare schufen Johann Schnegg sowie Philipp Gottfried Jenner. Die Treppe in der Mitte wurde 1847–1850 nach Plänen Ludwig Ferdinand Hesses neugebaut. Auf jeder Seite der Treppe stehen 6 Puttenpaare und Vasen im Wechsel. Den nackten pausbäckigen Kinderfiguren ist der Spaß an ihren Neckereien ins Gesicht geschrieben.

### Oranierrondell
Vom Oranierrondell hat der nördliche gelegene Garten seine Bezeichnung als holländischer Garten erhalten. Hier stehen um ein Vierpasswasserbecken acht Marmorbüsten von Mitgliedern des Hauses Oranien-Nassau mit ihren Ehepartnern, mit denen das Haus Brandenburg-Preußen insbesondere durch die Eheschließung Friedrich Wilhelms, des Großen Kurfürsten, mit Luise Henriette von Oranien, der Enkelin Willems von Oranien, verwandt ist, deren Büsten im Norden den Aufgang zur Bildergalerie säumen. Im Uhrzeigersinn schließen sich Luise Henriettes Onkel Prinz Philipp Wilhelm (1554–1618), ihr Bruder Prinz Wilhelm II. und seine Frau Maria Henrietta Stuart (1631–1660), ihre Mutter Amalie zu Solms-Braunsfels (1602–1675), ihr Onkel Prinz Moritz (1567–1625) und ihr Vater Prinz Friedrich Heinrich (1585–1647) an.